# Anemplocia splendens
Anemplocia splendens là một loài bướm đêm trong họ Geometridae.